# Rock Cup 2014-2015
La Rock Cup 2014-2015 è stata la 61ª edizione della Coppa di Gibilterra, la seconda riconosciuta dalla UEFA. Il torneo è iniziato il 7 gennaio 2015, con un turno preliminare, e si è concluderà nel maggio 2015. La squadra vincente della coppa si qualificherà per il primo turno preliminare dell'Europa League 2015-2016.

## Turno preliminare
| Squadra 1       | Risultato       | Squadra 2    |
| --------------- | --------------- | ------------ |
| 7 gennaio 2015  |                 |              |
| Angels          | 1 – 1 (5-4 dcr) | Mons Calpe   |
| 11 gennaio 2015 |                 |              |
| Gibraltar Utd   | 1 – 0           | Leo Parrilla |
| Pegasus         | 0 – 8           | Scorpions    |
| Cannon's        | 0 – 7           | Europa Point |
| 13 gennaio 2015 |                 |              |
| Hound Dogs      | 2 – 3           | Magpies      |
| Olympique       | 0 – 1           | Boca Juniors |

## Ottavi di Finale
| Squadra 1        | Risultato | Squadra 2         |
| ---------------- | --------- | ----------------- |
| 30 gennaio 2015  |           |                   |
| Lynx             | 5 – 0     | Boca Juniors      |
| 31 gennaio 2015  |           |                   |
| Europa FC        | 2 – 1     | Manchester 62     |
| Lions Gibraltar  | 2 – 0     | Glacis United     |
| 2 febbraio 2015  |           |                   |
| Gibraltar Utd    | 1 – 6     | Lincoln Red Imps  |
| 27 febbraio 2015 |           |                   |
| Red Imps         | 0 – 3     | Scorpions         |
| 28 febbraio 2015 |           |                   |
| St Joseph's      | 3 – 0     | Magpies           |
| Angels           | 0 – 2     | Britannia XI      |
| 2 marzo 2015     |           |                   |
| Europa Point     | 5 – 0     | Gibraltar Phoenix |

## Quarti di finale
| Squadra 1     | Risultato | Squadra 2        |
| ------------- | --------- | ---------------- |
| 13 marzo 2015 |           |                  |
| St Joseph's   | 2 – 1     | Lions Gibraltar  |
| 14 marzo 2015 |           |                  |
| Europa Point  | 1 – 2     | Lynx             |
| Britannia XI  | 2 – 0     | Scorpions        |
| 15 marzo 2015 |           |                  |
| Europa FC     | 0 – 1     | Lincoln Red Imps |

## Semifinali
| Squadra 1        | Risultato | Squadra 2   |
| ---------------- | --------- | ----------- |
| 25 aprile 2015   |           |             |
| Lincoln Red Imps | 2 – 0     | St Joseph's |
| Britannia XI     | 1 – 2     | Lynx        |

## Finale
| Gibilterra 30 maggio 2015, ore 18:00 CET | Lincoln Red Imps | 4 – 1 referto | Lynx | Victoria Stadium |